# Сарени (Бузау)
Сарени (рум. Săreni) насеље је у Румунији у округу Бузау у општини Лопатари. Oпштина се налази на надморској висини од 429 m.

## Становништво
Према подацима из 2002. године у насељу је живело 64 становника, од којих су сви румунске националности.